# Mauricio Pereyra
Mauricio Ernesto Pereyra Antonini (Montevideo, 15 maart 1990) is een Uruguayaans voetballer die doorgaans speelt als middenvelder. In januari 2024 verruilde hij Orlando City voor Nacional.

## Clubcarrière
Pereyra speelde in de jeugd van Nacional en brak ook door bij die club. Gedurende twee seizoenen speelde hij vijfenveertig competitiewedstrijden, waarin hij drie keer tot scoren kwam. In de zomer van 2011 verkaste hij naar Lanús, dat circa één miljoen euro voor hem betaalde. In Argentinië veroverde de middenvelder al snel een vaste plek in het eerste team. Deze behield hij tot zijn vertrek. Pereyra maakte in februari 2013 voor circa twee miljoen euro de overstap naar FK Krasnodar, waar hij zijn handtekening zette onder een verbintenis voor de duur van drieënhalf jaar. Het seizoen 2014/15 bleek voor de Uruguayaan een vruchtvolle. Hij kwam tot elf doelpunten in alle competities die jaargang. Hierop verlengde hij zijn contract bij Krasnodar met drie jaar tot medio 2019. Medio 2019 stapte de Uruguayaan transfervrij over naar Orlando City, waar hij tekende tot het einde van het kalenderjaar. In november 2022 werd het aflopende contract van Pereyra opengebroken en met twee jaar verlengd tot eind 2024. De Uruguayaan keerde in januari 2024 terug bij Nacional.

## Clubstatistieken
| Seizoen | Club         | Competitie          | Competitie | Competitie | Beker | Beker | Internationaal | Internationaal | Totaal | Totaal |
| Seizoen | Club         | Competitie          | Wed.       | Dlp.       | Wed.  | Dlp.  | Wed.           | Dlp.           | Wed.   | Dlp.   |
| ------- | ------------ | ------------------- | ---------- | ---------- | ----- | ----- | -------------- | -------------- | ------ | ------ |
| 2009/10 | Nacional     | Primera División    | 19         | 1          | 0     | 0     | 11             | 1              | 30     | 2      |
| 2010/11 | Nacional     | Primera División    | 26         | 2          | 0     | 0     | 6              | 0              | 32     | 2      |
| 2011/12 | Lanús        | Primera División    | 28         | 1          | 1     | 0     | 4              | 0              | 33     | 1      |
| 2012/13 | Lanús        | Primera División    | 19         | 2          | 0     | 0     | —              | —              | 19     | 2      |
| 2012/13 | FK Krasnodar | Premjer-Liga        | 9          | 1          | 0     | 0     | —              | —              | 9      | 1      |
| 2013/14 | FK Krasnodar | Premjer-Liga        | 24         | 6          | 3     | 0     | —              | —              | 27     | 6      |
| 2014/15 | FK Krasnodar | Premjer-Liga        | 27         | 9          | 0     | 0     | 11             | 2              | 38     | 11     |
| 2015/16 | FK Krasnodar | Premjer-Liga        | 20         | 1          | 2     | 0     | 6              | 1              | 28     | 2      |
| 2016/17 | FK Krasnodar | Premjer-Liga        | 21         | 2          | 0     | 0     | 10             | 0              | 31     | 2      |
| 2017/18 | FK Krasnodar | Premjer-Liga        | 27         | 1          | 0     | 0     | 3              | 2              | 30     | 3      |
| 2018/19 | FK Krasnodar | Premjer-Liga        | 26         | 3          | 3     | 0     | 9              | 1              | 38     | 4      |
| 2019    | Orlando City | Major League Soccer | 6          | 0          | 0     | 0     | —              | —              | 6      | 0      |
| 2020    | Orlando City | Major League Soccer | 22         | 3          | 0     | 0     | —              | —              | 22     | 3      |
| 2021    | Orlando City | Major League Soccer | 30         | 1          | 0     | 0     | 1              | 0              | 31     | 1      |
| 2022    | Orlando City | Major League Soccer | 33         | 1          | 6     | 1     | —              | —              | 39     | 2      |
| 2023    | Orlando City | Major League Soccer | 34         | 0          | 0     | 0     | 4              | 1              | 38     | 1      |
| 2024    | Nacional     | Primera División    | 28         | 3          | 0     | 0     | 11             | 0              | 39     | 3      |
| 2025    | Nacional     | Primera División    | 9          | 0          | 0     | 0     | 1              | 0              | 10     | 0      |
| Totaal  | Totaal       | Totaal              | 408        | 37         | 15    | 1     | 77             | 8              | 500    | 46     |

Bijgewerkt op 25 april 2025.

## Erelijst
| Competitie       |          |          |          |          |
| Competitie       | Aantal   | Jaren    |          |          |
| Nacional         | Nacional | Nacional | Nacional | Nacional |
| ---------------- | -------- | -------- | -------- | -------- |
| Primera División | 1        | 2010/11  |          |          |
| Orlando City     |          |          |          |          |
| US Open Cup      | 1        | 2022     |          |          |